# Winileod
Ein Winileod ist ein althochdeutsches, 
volkstümliches Lied. Der Begriff ist zusammengesetzt aus wini (Freund, Geliebter) und liod (Lied).
Im Gegensatz zu den lateinischen, geistlichen Gesängen wurde ein Winileod – wie später das Volkslied – vom einfachen Volk bei festlichen Aufzügen, Zusammenkünften und Gelagen gesungen. Es handelte sich dabei wohl nicht ausschließlich um Liebeslieder, aber man kann doch
davon ausgehen, dass diese Gattung einen erheblichen Anteil hatte. Das erklärt,
warum in einem Kapitular Karls des Großen 
von 789 den Nonnen verboten wurde, solche Lieder aufzuschreiben oder zu versenden. 